# Falenty
Falenty (prononciation : [faˈlɛntɨ]) est un village polonais de la gmina de Nadarzyn dans le powiat de Pruszków de la voïvodie de Mazovie dans le centre-est de la Pologne.
Il se situe à environ 3 kilomètres au sud de Raszyn (siège de la gmina), 10 kilomètres à l'est de Pruszków (siège du powiat) et à 11 kilomètres au sud-ouest de Varsovie (capitale de la Pologne).
Le village compte approximativement une population de 690 habitants en 2006.

## Histoire
De 1975 à 1998, le village appartenait administrativement à la voïvodie de Varsovie.